# 比阿特麗斯 (內布拉斯加州)
比阿特麗斯（英語：Beatrice）是一個位於美國內布拉斯加州蓋奇縣的城市。根據2010年美國人口普查，該地共人口12459人，而該地的面積約為24.55平方千米。同時該地也是蓋奇縣的縣治。

## 地理
比阿特麗斯的座標為40°16′06″N 96°44′35″W / 40.26833°N 96.74306°W，而該地的平均海拔高度為392米（即1286英尺）。